# Tom Santi
Michael Thomas Santi (Nova Orleães, Luisiana, 22 de novembro de 1985) é um ex jogador de futebol americano da NFL que atuava na posição de tight end pelo Indianapolis Colts. Ele foi selecionado no 6° round do draft de 2008 (pick n° 196). Ele estudou na Montgomery Bell Academy em Nashville no estado americano do Tennessee e jogou futebol americano universitário pela University of Virginia.

## NFL
Pouco antes do training camp, Santi assinou com os Colts. No dia 5 de outubro de 2008, Santi fez sua primeira recepção para touchdown na carreira em um passe de Peyton Manning no final do quarto periodo faltando 4:04 minutos pro final do jogo contra o Houston Texans em uma virada espetacular. O placar final favorecendo os Colts foi de 31 a 27.